# Мнишек, Хелена
Хелена (Еле́на) Мнишек (настоящая фамилия — Мнишек-Тхожницка) (в первом браке — Чижинская, во втором — Равич-Радомыская) (пол. Helena Mniszek; 24 мая 1878, Курчица, Волынская губерния, Российская империя — 18 марта 1943, Сабне (ныне — Мазовецкое воеводство Польши)) — польская писательница, романистка и общественная деятельница.

## Биография
Родилась в имении родителей. Получила домашнее воспитание. Свободно владела четырьмя иностранными языками. В юности с отцом и младшей сестрой, Юзефой, много путешествовала по Украине.
В 19-летнем возрасте первый раз вышла замуж и переехала в Литву. В 1903 овдовела и с двумя детьми вернулась в родительское имение. В 1909 при финансовой поддержке отца опубликовала первые два тома «Прокажённой», которые были тепло приняты литературной критикой. Рукопись книги рецензировал Болеслав Прус.
В 1910 повторно вышла замуж, родила девочек-близнецов. Занималась общественной деятельностью — вела работу в детских домах, школах для девочек. Позже семья переехала в купленное имение под Плоцк, где писательница с дочерьми прожила до 1939 года, когда её дом и имущество были конфискованы немецкой оккупационной армией. В 1931 г. во второй раз стала вдовой.
Писательница опять вернулась в родные места, где оставалась до самой смерти, продолжая писать.
Умерла в 1943 году.
В 1951 в ПНР все произведения писательницы были запрещены цензурой и изъяты из библиотек.

## Творчество
Автор популярных романов и повестей о светской жизни аристократического общества Польши и Литвы. Уже при жизни писательницы несколько её произведений были экранизированы.

## Избранные произведения

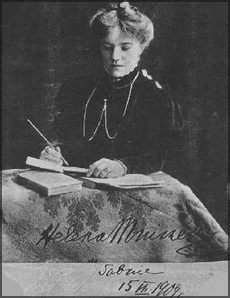
Хелена Мнишек, 1909

- Прокажённая, Краков, 1909; (до 1938 г. вышло около 16 изданий)
- Майорат Михоровский, Киев, 1910
- Шумящие перья, Киев, 1911
- Паныч, т.1-2, Киев, 1912
- Князья бора, Киев, 1912
- Prymicja (новелла), Киев, 1912
- Геенна, Киев, 1914
- Czciciele szatana, Варшава, 1918
- Verte — 1912/1920, Познань, 1921 (5 изданий до 1927)
- Pluton i Persefona. Baśń fantastyczna na tle mitologicznym, Варшава, 1919
- Pustelnik, Познань, 1919
- Prawa ludzi, Люблин, 1922
- Sfinks, Варшава, 1922
- Królowa Gizella, Познань, 1925
- Dziedzictwo, Познань, 1927
- Z ziemi łez i krwi, 1927
- Kwiat magnolii, Познань, 1928
- Powojenni, Познань, 1929
- Magnesy serc, Варшава, 1930
- Smak miłości, 1938/1939
- Słońce , 1993

Книга Х. Мнишек «Прокажённая» была очень популярной не только Польше, но и за рубежом. Она трижды экранизировалась — в 1926, 1936 и 1976 гг. В 1999—2000 гг. по книге снят многосерийный польский телесериал.
Кроме того, в 1937 снят фильм по книге «Майорат Михоровский» и в 1938 — «Геенна».